# All About Us
«All About Us» — сингл со второго англоязычного альбома Dangerous and Moving группы «Тату». Песню написали участницы австралийского поп-дуэта The Veronicas совместно с Билли Стейнбергом.

## Видеоклип

Кадр из видеоклипа

Клип снимался в Лос-Анджелесе. Существуют две версии клипа, из одной вырезаны сцены насилия. На телевидении вышла отцензурированная версия, где были вырезаны сцена избиения, непристойный жест и кровь на простыне.
Волкова и Катина приезжают в ресторан с корейским названием, где беседуют и употребляют спиртные напитки. Между ними происходит конфликт, и Волкова покидает ресторан. Катина садится в машину, чтобы догнать Волкову. Волкова идёт по ночной улице в наряде с символом Рейхсвера на спине. Она соглашается сесть в машину к молодому человеку, который привозит её на квартиру.
Они оказываются в постели, приступая к любовным ласкам. Однако молодой человек начинает действовать грубо, Волкова вырывается и показывает ему непристойный жест. В ответ он начинает наносить телесные повреждения, бросив её, в частности, на стеклянный столик. Волкова отползает в сторону и стреляет ему в лицо, а затем звонит по мобильному телефону Nokia 8800 Лене Катиной. Кровь и мозги последнего размазываются по висящей простыне. Волкова пинает труп и вылезает через окно на улицу по пожарной лестнице, где к ней подъезжает Катина.

## Отзывы
Стивен Томас Эрлевайн из All Music Guide выделил «All About Us» среди песен с альбома «Dangerous and Moving», отметив, что остальной трек-лист, по его мнению, звучит «пресным» и «легкозабываемым» на её фоне, а также сравнил звучание трека с «Not Gonna Get Us».

## Список композиций

### Европа
Maxi CD-Single — September 30, 2005
1. All about us (Single Version)
2. Divine (Non-LP Long Version)
3. All about us (Stephane K Radio Mix)
4. All about us (Uncensored Closed Captioned / Video)

2 Track CD-Single
1. All about us (Single Version)
2. Divine (Non-LP Long Version)

### Япония
CD-Single — September 1, 2005
1. All About Us
2. All About Us (Instrumental/Karaoke)

### Тайвань
Limited Edition Remixes Promo Single
1. Dave Aude Big Room Vocal
2. Dave Aude Vocal Edit
3. Dave Aude Big Club Dub
4. Dave Aude Big Mixshow
5. Dave’s Acid Funk Dub
6. Stephane K Radio Mix
7. Stephane K Extended Mix
8. Stephane K Guitar Dub Mix
9. The Lovermakers Mix
10. Glam As You Mix by Guena LG
11. Glam As You Radio Mix by Guena LG
12. Sunset In Ibiza Mix by Guena LG
13. Sunset In Ibiza Radio Mix by Guena LG

### Великобритания
Maxi CD-Single — September 26, 2005
1. All About Us (Single Version)
2. Divine (Non-LP Long Version)
3. All About Us (The Aude' Vocal Edit)
4. All About Us (Stephane K Radio Mix)
5. All About Us (Edited Version/Closed Captioned)

Second Edition
1. All About Us
2. All The Things She Said

DVD Single
1. All About Us Video (Uncensored Version)
2. All About Us (Glam As You Mix By Guena LG)
3. All About Us (The Lovemakers Mix)

All About Us (Remixes) — August 2005 (Promotional-CD only)
1. All About Us (Dave Aude' Big Mixshow) (5:33)
2. All About Us (Stephane K Extended Mix) (6:24)
3. All About Us (Glam As You Mix by Gue’na LG) (6:26)
4. All About Us (Dave’s Acid Funk Dub) (8:17)
5. All About Us (Single Version) (3:02)

### DVD Promo single
1. Unsensored Video
2. Edited Version

## Чарты
| Чарт (2005—2006)                    | Высшие позиции |
| ----------------------------------- | -------------- |
| Австралия (ARIA)                    | 39             |
| Австрия (Ö3 Austria Top 40)         | 3              |
| Бельгия/Валлония (Ultratop 50)      | 4              |
| Бельгия/Фландрия (Ultratop 50)      | 11             |
| Великобритания (OCC UK Singles)     | 8              |
| Венгрия (Rádiós Top 40)             | 8              |
| Венгрия (Dance Top 40)              | 6              |
| Германия (GfK)                      | 7              |
| Греция (IFPI Greece)                | 9              |
| Европа (Eurochart Hot 100)          | 11             |
| Ирландия (IRMA)                     | 20             |
| Италия (FIMI)                       | 4              |
| Нидерланды (Single Top 100)         | 39             |
| Норвегия (VG-lista)                 | 10             |
| Россия (TopHit Airplay)             | 7              |
| Румыния (Romanian Top 100)          | 8              |
| СНГ (TopHit Airplay)                | 5              |
| США (Billboard Dance Club Songs)    | 13             |
| Украина (TopHit Airplay)            | 5              |
| Финляндия (Suomen virallinen lista) | 4              |
| Франция (SNEP)                      | 7              |
| Чехия (Rádio — Top 100)             | 6              |
| Швейцария (Schweizer Hitparade)     | 9              |
| Швеция (Sverigetopplistan)          | 6              |
| Шотландия (OCC Scotland)            | 7              |
| Япония (Oricon)                     | 27             |

| Чарт (2005)                       | Позиция |
| --------------------------------- | ------- |
| Austria (Ö3 Austria Top 40)       | 35      |
| Belgium (Ultratop 50 Flanders)    | 67      |
| Belgium (Ultratop 50 Wallonia)    | 38      |
| CIS (TopHit)                      | 118     |
| Europe (Eurochart Hot 100)        | 54      |
| France (SNEP)                     | 62      |
| Germany (Media Control GfK)       | 68      |
| Italy (FIMI)                      | 22      |
| Russia Airplay (TopHit)           | 109     |
| Sweden (Hitlistan)                | 44      |
| Switzerland (Schweizer Hitparade) | 92      |
| Ukraine Airplay (TopHit)          | 82      |
| UK Singles (OCC)                  | 167     |
| Venezuela (Record Report)         | 9       |

| Чарт (2006)                       | Позиция |
| --------------------------------- | ------- |
| CIS (TopHit)                      | 86      |
| Switzerland (Schweizer Hitparade) | 75      |
| Russia Airplay (TopHit)           | 150     |
| Ukraine Airplay (TopHit)          | 37      |

| Чарт (2010)              | Позиция |
| ------------------------ | ------- |
| Украина (TopHit Airplay) | 133     |

| Чарт (2011)              | Позиция |
| ------------------------ | ------- |
| Украина (TopHit Airplay) | 153     |

| Чарт (2000—2009)         | Позиция |
| ------------------------ | ------- |
| Украина (TopHit Airplay) | 142     |

## Продажи
| Регион  | Сертификация | Продажи |
| ------- | ------------ | ------- |
| Франция | —            | 135,079 |
| Италия  | —            | 10,000  |

## Версия Sonic Syndicate
В 2007 году на песню сделала кавер-версию шведская рок-группа Sonic Syndicate и включила её в альбом Only Inhuman. В 2016 году была записана русскоязычная версия песни дум-метал-группой «Курск».